# GMR Grand Prix 2021
De GMR Grand Prix 2021 was de vijfde ronde van de IndyCar Series 2021. De race werd op 15 mei 2021 verreden in Speedway, Indiana op de Indianapolis Motor Speedway Road Course. De race van 85 ronden werd gewonnen door Rinus Veekay van Ed Carpenter Racing, waarmee hij zijn eerste overwinning in zijn IndyCar-carrière behaalde. IndyCar-rookie Romain Grosjean won de pole en eindigde als tweede, zijn beste IndyCar-klassering ooit. Álex Palou eindigde als derde voor Chip Ganassi Racing.

## Achtergrond
Het evenement werd over drie dagen gehouden op 13-15 mei 2021 op de roadcourse van de Indianapolis Motor Speedway in Speedway, Indiana. Dit was de eerste keer dat de locatie in het seizoen 2021 aan bod kwam, later dat jaar zou Indycar terugkeren voor de Big Machine Spiked Coolers Grand Prix in augustus, en de achtste editie van deze race, nadat deze in mei 2014 voor het eerst werd verreden.
De race was de 5e race van de kalender, gehouden twee weken na de XPEL 375 op Texas Motor Speedway en twee weken voor de 105e Indianapolis 500.

## Inschrijvingen
W = eerdere winnaar
R = rookie
| No.   | Coureur            | Team                                    | Motor     |
| ----- | ------------------ | --------------------------------------- | --------- |
| 2     | Josef Newgarden W  | Team Penske                             | Chevrolet |
| 3     | Scott McLaughlin R | Team Penske                             | Chevrolet |
| 4     | Dalton Kellett     | A. J. Foyt Enterprises                  | Chevrolet |
| 5     | Patricio O'Ward    | Arrow McLaren SP                        | Chevrolet |
| 7     | Felix Rosenqvist   | Arrow McLaren SP                        | Chevrolet |
| 8     | Marcus Ericsson    | Chip Ganassi Racing                     | Honda     |
| 9     | Scott Dixon W      | Chip Ganassi Racing                     | Honda     |
| 10    | Álex Palou         | Chip Ganassi Racing                     | Honda     |
| 11    | Charlie Kimball    | A. J. Foyt Enterprises                  | Chevrolet |
| 12    | Will Power W       | Team Penske                             | Chevrolet |
| 14    | Sébastien Bourdais | A. J. Foyt Enterprises                  | Chevrolet |
| 15    | Graham Rahal       | Rahal Letterman Lanigan Racing          | Honda     |
| 18    | Ed Jones           | Dale Coyne Racing with Vasser-Sullivan  | Honda     |
| 20    | Conor Daly         | Ed Carpenter Racing                     | Chevrolet |
| 21    | Rinus VeeKay       | Ed Carpenter Racing                     | Chevrolet |
| 22    | Simon Pagenaud W   | Team Penske                             | Chevrolet |
| 26    | Colton Herta       | Andretti Autosport                      | Honda     |
| 27    | Alexander Rossi    | Andretti Autosport                      | Honda     |
| 28    | Ryan Hunter-Reay   | Andretti Autosport                      | Honda     |
| 29    | James Hinchcliffe  | Andretti Steinbrenner Autosport         | Honda     |
| 30    | Takuma Sato        | Rahal Letterman Lanigan Racing          | Honda     |
| 48    | Jimmie Johnson R   | Chip Ganassi Racing                     | Honda     |
| 51    | Romain Grosjean R  | Dale Coyne Racing with Rick Ware Racing | Honda     |
| 60    | Jack Harvey        | Meyer Shank Racing                      | Honda     |
| 86    | Juan Pablo Montoya | Arrow McLaren SP                        | Chevrolet |
| Bron: |                    |                                         |           |

## Classificatie

### Trainingen

#### Training 1
Training 1 vond plaats om 9:30 uur ET op 14 mei 2021.
| Pos.  | No. | Coureur         | Team                | Motor     | Tijd       |
| ----- | --- | --------------- | ------------------- | --------- | ---------- |
| 1     | 27  | Alexander Rossi | Andretti Autosport  | Honda     | 01:09.8784 |
| 2     | 60  | Jack Harvey     | Meyer Shank Racing  | Honda     | 01:09.9646 |
| 3     | 21  | Rinus VeeKay    | Ed Carpenter Racing | Chevrolet | 01:10.0624 |
| Bron: |     |                 |                     |           |            |

#### Training 2
Training 2 vond plaats om 13.00 uur ET op 14 mei 2021.
| Pos.  | No. | Coureur           | Team                | Motor     | Tijd       |
| ----- | --- | ----------------- | ------------------- | --------- | ---------- |
| 1     | 2   | Josef Newgarden W | Team Penske         | Chevrolet | 01:09.3323 |
| 2     | 21  | Rinus VeeKay      | Ed Carpenter Racing | Chevrolet | 01:09.4020 |
| 3     | 12  | Will Power W      | Team Penske         | Chevrolet | 01:09.4747 |
| Bron: |     |                   |                     |           |            |

### Kwalificatie
De kwalificatie vond plaats om 16.30 uur ET op 14 mei 2021.
| Pos.  | No. | Coureur            | Team                                    | Motor     | Tijd       | Tijd       | Tijd       | Tijd       | Grid |
| Pos.  | No. | Coureur            | Team                                    | Motor     | Ronde 1    | Ronde 1    | Ronde 2    | Ronde 3    | Grid |
| Pos.  | No. | Coureur            | Team                                    | Motor     | Groep 1    | Groep 2    | Ronde 2    | Ronde 3    | Grid |
| ----- | --- | ------------------ | --------------------------------------- | --------- | ---------- | ---------- | ---------- | ---------- | ---- |
| 1     | 51  | Romain Grosjean R  | Dale Coyne Racing with Rick Ware Racing | Honda     | N/A        | 01:09.8556 | 01:09.5476 | 01:09.4396 | 1    |
| 2     | 2   | Josef Newgarden W  | Team Penske                             | Chevrolet | N/A        | 01:09.6101 | 01:09.7837 | 01:09.5665 | 2    |
| 3     | 60  | Jack Harvey        | Meyer Shank Racing                      | Honda     | 01:09.7589 | N/A        | 01:09.5189 | 01:09.6528 | 3    |
| 4     | 10  | Álex Palou         | Chip Ganassi Racing                     | Honda     | N/A        | 01:09.6589 | 01:09.4743 | 01:09.7118 | 4    |
| 5     | 3   | Scott McLaughlin R | Team Penske                             | Chevrolet | N/A        | 01:09.7537 | 01:09.7727 | 01:09.7140 | 5    |
| 6     | 20  | Conor Daly         | Ed Carpenter Racing                     | Chevrolet | N/A        | 01:09.7646 | 01:09.5627 | 01:09.8662 | 6    |
| 7     | 21  | Rinus VeeKay       | Ed Carpenter Racing                     | Chevrolet | 01:09.4890 | N/A        | 01:09.8185 | N/A        | 7    |
| 8     | 26  | Colton Herta       | Andretti Autosport w/ Curb-Agajanian    | Honda     | 01:09.5867 | N/A        | 01:09.8222 | N/A        | 8    |
| 9     | 18  | Ed Jones           | Dale Coyne Racing with Vasser-Sullivan  | Honda     | 01:09.7152 | N/A        | 01:09.8548 | N/A        | 9    |
| 10    | 22  | Simon Pagenaud W   | Team Penske                             | Chevrolet | 01:09.8061 | N/A        | 01:09.8722 | N/A        | 10   |
| 11    | 15  | Graham Rahal       | Rahal Letterman Lanigan Racing          | Honda     | 01:09.7918 | N/A        | 01:09.9060 | N/A        | 11   |
| 12    | 12  | Will Power W       | Team Penske                             | Chevrolet | N/A        | 01:09.8963 | Geen tijd  | N/A        | 12   |
| 13    | 7   | Felix Rosenqvist   | Arrow McLaren SP                        | Chevrolet | 01:09.8243 | N/A        | N/A        | N/A        | 13   |
| 14    | 27  | Alexander Rossi    | Andretti Autosport                      | Honda     | N/A        | 01:09.9012 | N/A        | N/A        | 14   |
| 15    | 8   | Marcus Ericsson    | Chip Ganassi Racing                     | Honda     | 01:09.8382 | N/A        | N/A        | N/A        | 15   |
| 16    | 9   | Scott Dixon W      | Chip Ganassi Racing                     | Honda     | N/A        | 01:09.9512 | N/A        | N/A        | 16   |
| 17    | 30  | Takuma Sato        | Rahal Letterman Lanigan Racing          | Honda     | 01:09.8665 | N/A        | N/A        | N/A        | 17   |
| 18    | 5   | Patricio O'Ward    | Arrow McLaren SP                        | Chevrolet | N/A        | 01:10.0726 | N/A        | N/A        | 18   |
| 19    | 28  | Ryan Hunter-Reay   | Andretti Autosport                      | Honda     | 01:09.8759 | N/A        | N/A        | N/A        | 19   |
| 20    | 14  | Sébastien Bourdais | A. J. Foyt Enterprises                  | Chevrolet | N/A        | 01:10.1830 | N/A        | N/A        | 20   |
| 21    | 11  | Charlie Kimball    | A. J. Foyt Enterprises                  | Chevrolet | 01:10.6810 | N/A        | N/A        | N/A        | 21   |
| 22    | 29  | James Hinchcliffe  | Andretti Steinbrenner Autosport         | Honda     | N/A        | 01:10.6174 | N/A        | N/A        | 22   |
| 23    | 48  | Jimmie Johnson R   | Chip Ganassi Racing                     | Honda     | 01:11.0455 | N/A        | N/A        | N/A        | 23   |
| 24    | 4   | Dalton Kellett     | A. J. Foyt Enterprises                  | Chevrolet | N/A        | 01:10.9312 | N/A        | N/A        | 24   |
| 25    | 86  | Juan Pablo Montoya | Arrow McLaren SP                        | Chevrolet | N/A        | 01:11.1370 | N/A        | N/A        | 25   |
| Bron: |     |                    |                                         |           |            |            |            |            |      |

- Vetgedrukte tekst geeft de snelste tijd in de sessie aan.

### Warmup
De Warmup vond plaats om 10:45 ET op 15 mei 2021.
| Pos.  | No. | Coureur       | Team                | Motor     | Tijd       |
| ----- | --- | ------------- | ------------------- | --------- | ---------- |
| 1     | 21  | Rinus VeeKay  | Ed Carpenter Racing | Chevrolet | 01:10.5598 |
| 2     | 10  | Álex Palou    | Chip Ganassi Racing | Honda     | 01:10.5924 |
| 3     | 9   | Scott Dixon W | Chip Ganassi Racing | Honda     | 01:10.6617 |
| Bron: |     |               |                     |           |            |

### Race
| Pos.                                                                      | No. | Coureur            | Team                                    | Motor     | Rondes | Tijd         | Pit stops | Grid | Geleide ronden | Pts. |
| ------------------------------------------------------------------------- | --- | ------------------ | --------------------------------------- | --------- | ------ | ------------ | --------- | ---- | -------------- | ---- |
| 1                                                                         | 21  | Rinus VeeKay       | Ed Carpenter Racing                     | Chevrolet | 85     | 1:47:08.5773 | 3         | 7    | 33             | 51   |
| 2                                                                         | 51  | Romain Grosjean R  | Dale Coyne Racing with Rick Ware Racing | Honda     | 85     | +4.9510      | 3         | 1    | 44             | 44   |
| 3                                                                         | 10  | Álex Palou         | Chip Ganassi Racing                     | Honda     | 85     | +15.0726     | 3         | 4    | 1              | 36   |
| 4                                                                         | 2   | Josef Newgarden W  | Team Penske                             | Chevrolet | 85     | +18.4472     | 3         | 2    |                | 32   |
| 5                                                                         | 15  | Graham Rahal       | Rahal Letterman Lanigan Racing          | Honda     | 85     | +26.9813     | 4         | 11   |                | 30   |
| 6                                                                         | 22  | Simon Pagenaud W   | Team Penske                             | Chevrolet | 85     | +27.8704     | 3         | 10   |                | 28   |
| 7                                                                         | 27  | Alexander Rossi    | Andretti Autosport                      | Honda     | 85     | +33.2703     | 3         | 14   |                | 26   |
| 8                                                                         | 8   | Scott McLaughlin R | Team Penske                             | Chevrolet | 85     | +36.1862     | 3         | 5    |                | 24   |
| 9                                                                         | 9   | Scott Dixon W      | Chip Ganassi Racing                     | Honda     | 85     | +36.8362     | 4         | 16   | 3              | 23   |
| 10                                                                        | 8   | Marcus Ericsson    | Chip Ganassi Racing                     | Honda     | 85     | +37.1971     | 3         | 15   |                | 20   |
| 11                                                                        | 12  | Will Power W       | Team Penske                             | Chevrolet | 85     | +39.8020     | 3         | 12   |                | 19   |
| 12                                                                        | 28  | Ryan Hunter-Reay   | Andretti Autosport                      | Honda     | 85     | +40.3892     | 3         | 19   | 4              | 19   |
| 13                                                                        | 26  | Colton Herta       | Andretti Autosport w/ Curb-Agajanian    | Honda     | 85     | +43.1147     | 3         | 8    |                | 17   |
| 14                                                                        | 18  | Ed Jones           | Dale Coyne Racing with Vasser-Sullivan  | Honda     | 85     | +43.8110     | 3         | 9    |                | 16   |
| 15                                                                        | 5   | Patricio O'Ward    | Arrow McLaren SP                        | Chevrolet | 85     | +44.5448     | 4         | 18   |                | 15   |
| 16                                                                        | 30  | Takuma Sato        | Rahal Letterman Lanigan Racing          | Honda     | 85     | +44.9971     | 3         | 17   |                | 14   |
| 17                                                                        | 7   | Felix Rosenqvist   | Arrow McLaren SP                        | Chevrolet | 85     | +45.4208     | 3         | 13   |                | 13   |
| 18                                                                        | 29  | James Hinchcliffe  | Andretti Steinbrenner Autosport         | Honda     | 85     | +1:05.1989   | 3         | 22   |                | 12   |
| 19                                                                        | 14  | Sébastien Bourdais | A. J. Foyt Enterprises                  | Chevrolet | 84     | +1 ronde     | 3         | 20   |                | 11   |
| 20                                                                        | 4   | Dalton Kellett     | A. J. Foyt Enterprises                  | Chevrolet | 84     | +1 ronde     | 3         | 24   |                | 10   |
| 21                                                                        | 86  | Juan Pablo Montoya | Arrow McLaren SP                        | Chevrolet | 84     | +1 ronde     | 3         | 25   |                | 9    |
| 22                                                                        | 11  | Charlie Kimball    | A. J. Foyt Enterprises                  | Chevrolet | 84     | +1 ronde     | 3         | 21   |                | 8    |
| 23                                                                        | 60  | Jack Harvey        | Meyer Shank Racing                      | Honda     | 84     | +1 ronde     | 4         | 3    |                | 7    |
| 24                                                                        | 48  | Jimmie Johnson R   | Chip Ganassi Racing                     | Honda     | 84     | +1 ronde     | 3         | 23   |                | 6    |
| 25                                                                        | 20  | Conor Daly         | Ed Carpenter Racing                     | Chevrolet | 50     | Contact      | 3         | 6    |                | 5    |
| Snelste ronde: Rinus VeeKay (Ed Carpenter Racing) – 01:10.8767 (ronde 14) |     |                    |                                         |           |        |              |           |      |                |      |
| Bron:                                                                     |     |                    |                                         |           |        |              |           |      |                |      |

## Tussenstanden kampioenschap
| Pos. | Coureur         | Punten |
| ---- | --------------- | ------ |
| 1.   | Scott Dixon     | 176    |
| 2.   | Álex Palou      | 163    |
| 3.   | Josef Newgarden | 148    |
| 4.   | Patricio O'Ward | 146    |
| 5.   | Graham Rahal    | 137    |

| Pos. | Team      | Punten |
| 1.   | Honda     | 408    |
| 2.   | Chevrolet | 405    |